# Ignaz von Szyszylowicz

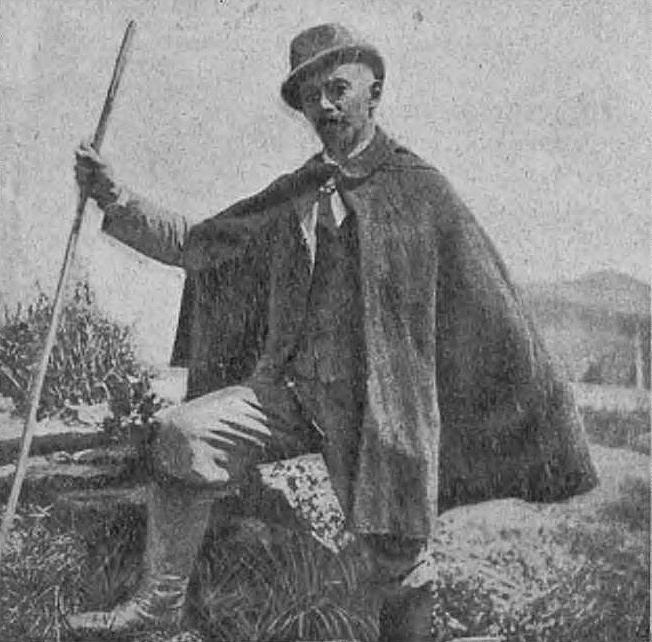
Ignacy Szyszyłowicz (vor 1901)

Ignaz von Szyszylowicz, auch Ritter von, (Ignacy Szyszyłowicz) (* 30. Juli 1857 in Granica (Sosnowiec); † 17. Februar 1910 Lemberg) war ein russisch-polnischer Botaniker. Sein botanisches Autorenkürzel lautet „Szyszył.“; früher war auch das Kürzel „Szysz.“ in Gebrauch.
Szyszylowicz war Assistent an der botanischen Abteilung des k. k. Naturhistorischen Hofmuseums in Wien, bevor er 1891 als ordentlicher Professor der Botanik und Direktor des Botanischen Gartens an die Landwirtschaftliche Akademie in Dublany bei Lemberg berufen wurde. Er war verheiratet mit Anna Szyszyłowiczowa (1870–1959).
Er schrieb für das von den beiden Botanikern Adolf Engler und Carl Prantl herausgegebene Werk Die natürlichen Pflanzenfamilien (Leipzig, seit 1887) den Teil III. 6 „Caryocaraceae, Marcgraviaceae, Theaceae, Strasburgeriaceae“ (1893).